# 玉井和博
玉井 和博（たまい かずひろ、1949年4月1日 - ）は、日本の実業家、教育者。株式会社ホテル京急元代表取締役社長、ホテルパシフィック東京元総支配人、立教大学観光学部元特任教授、大妻女子大学特任教授。

## 人物・経歴
1949年4月1日生まれ。1971年3月、立教大学経済学部経営学科（現・経営学部）卒業。同年4月、京急興業株式会社（現・京急不動産株式会社）入社。
1993年9月、株式会社ホテル京急出向。2001年6月、ホテルグランパシフィックメリディアン取締役副総支配人兼営業統括部長。
2004年6月、ホテルパシフィック東京取締役副総支配人、兼総支配人室長、兼営業企画部長。2005年6月、株式会社楼蘭代表取締役社長兼務。2007年6月、ホテルパシフィック東京常務取締役総支配人。
2008年6月、株式会社ホテル京急代表取締役社長、ホテルパシフィック東京総支配人。
2010年10月、立教大学観光学部特任教授に就任。大学では、ホテル経営・運営全般（実践論）、ホスピタリティ論を教える。2016年3月、立教大学観光学部退職。同年、大妻女子大学教授、2017年、同大学人間関係学部特任教授に就任。
その他、観光庁「観光産業革新検討会」座長、観光庁「MICE 国際競争力強化委員会」委員および同「MICE 国際競争力強化企画小委員会」委員長、埼玉県「おもてなし大賞」選考委員長、東京都「観光有識者会議」委員など、主に観光に関わる外部委員も歴任する。

## 主な著書
- 『サービスマネジメント概論』作古貞義（編）学文社 2006年
- 『観光コーディネート学』小塩稲之（編）日本販路コーディネーター協会出版局 2011年
- 『不動産バブル崩壊とホテルマネジメントの変遷』月刊「都市問題」後藤・安田記念東京都市研究所 2014年